# Metodo step-by-step
In chimica analitica il metodo step-by-step (metodo passo-passo in italiano) è un metodo di confronto interlaboratorio che consiste nel complicare via via l'analisi da effettuare.
Quei laboratori che superano soddisfacentemente un livello possono accedere al livello successivo.
Una tipica procedura step-by-step può consistere in:
1. analisi di soluzioni di analiti (valutazione dei metodi di rivelazione e quantificazione);
2. analisi su estratti del campione reale (valutazione dei metodi di separazione, rivelazione e quantificazione);
3. analisi su campioni spiked, cioè con aggiunte note di analita (valutazione del recupero, metodi di separazione, rivelazione e quantificazione);
4. analisi di campioni reali (valutazione della procedura analitica nella sua interezza).

I campioni spiked possono essere fabbricati in questi modi:
- utilizzando una matrice quanto più simile possibile alla matrice reale e facendo aggiunte note di analita;
- sulla matrice reale precedentemente privata dell'analita e facendo aggiunte note di analita;
- su campioni reali facendo aggiunte note di analita.

Le aggiunte possono essere fatte di isotopi dello stesso analita o molecole marcate dello stesso analita.
Se le prove su campioni spiked danno recuperi quantitativi non necessariamente il campione reale li darà, ma se le prove su campioni spiked non forniscono recuperi quantitativi, sicuramente il campione reale non li darà.